# Заводоуправление Штейна
Заводоуправление Штейна (Контора чугунолитейного и механического завода А. К. Штейна) — историческое здание во Пскове, построенное в начале XX века. Объект культурного наследия регионального значения. Расположен на углу Октябрьского проспекта и улицы Металлистов.

## История
Фирма «Механический завод и техническая контора Штейна» основана в 1894 году. Здание заводоуправления построено по заказу хозяина фирмы, мещанина из Виндавы Александра Карловича Штейна, в 1907 году.

## Архитектура
Двухэтажное кирпичное здание построено в стиле модерн. В плане оно прямоугольное, на северо-восточном и юго-западном фасадах имеются ризалиты для размещения лестниц.